# Kenrickodes titanica
Kenrickodes titanica là một loài bướm đêm trong họ Noctuidae.